# Рывкин, Залман Ошерович
За́лман О́шерович Ры́вкин  (15 сентября 1883 — 1972) —  большевик, член Всероссийского учредительного собрания.

## Биография
Родился в  Велиже Витебской губернии, по другим сведениям в Городокском уезде. По происхождению из мещан. Участвовал в работе первого марксистского кружка в Велиже в 1901 году. Член РСДРП с 1903 г. Большевик. В 1903 уехал из Велижа в Смоленск, где занимался столярным делом. В 1905 был на руководящей партийной работе в Минске. Был в ссылке, в 1909 бежал за границу. В апреле 1917 вернулся через Германию в одном «пломбированном вагоне» с Лениным. Как выяснилось, не только в одном вагоне, но и в одном купе. Как рассказывал Рывкин, на одно купе приходилось 4 пассажира, но в каждом купе было только два спальных места, поэтому установили дежурства и спали по очереди. В мае 1917 вернулся в Велиж. Так как в это время он был единственным большевиком в этом городе, Рывкин вступил в группу социал-демократов-интернационалистов. К сентябрю 1917 сформировал группу большевиков внутри эсдеков-интернационалистов. Но уехав осенью 1917 года в Витебск по делам выборов в Учредительное собрание, больше в Велиж не вернулся.
В конце 1917  года был избран во Всероссийское учредительное собрание в Витебском избирательном округе  по списку № 5 (большевики). Участвовал в единственном заседании Учредительного собрания 5-го января 1918 года. 
В 1917 году в Торопце председатель уездной Чрезвычайной комиссии.
В апреле 1964 года подписал коллективное письмо старых большевиков «Ленинская партия и народ — едины. Слово ветеранов партии», направленное против культа личности Сталина. Письмо было  опубликовано в газете «Правда» и перепечатано во многих областных газетах.
Похоронен на 29 участке Введенского кладбища в Москве.

## Семья
- Жена  — Александра Григорьевна Штрапенина (1894—1946), родом из Торопца[10].
  - Дочь — Софья Залмановна Рывкина (1 марта 1920, Торопец — 17 ноября 2007[12]), участница Великой Отечественной войны[13], присвоено почётное звание заслуженного врача РСФСР[10].
  - Дочь — Бэлла Залмановна Рывкина (17 февраля 1934, Москва — 22 марта 2006, там же).

## Комментарии
1. ↑  Варианты написания имени, отчества и фамилии весьма разнообразны: Залмон[1], Залман-Берк, Зальман-Берко[2], Осерович[3], Бэр Ошерович, Берк-Осерович, Ривкин [4].